# Ivica Šegvić
Ivica Šegvić (Split, 1953. – Split, 15. travnja 2011.), hrvatski slikar i ilustrator.
Bio je član Društva hrvatskih filmskih redatelja, dugogodišnji član (jedno vrijeme i predsjednik) Likovnog udruženja Emanuel Vidović. Na samostalnim i grupnim izložbama nagrađen je mnogim nagradama i priznanjima: Nagrada kulturno-prosvjetnog sabora Hrvatske u Kutini 1985.; Diploma Hrvatskog sabora kulture u Zagrebu 1997. U tjedniku Nedjeljnoj Dalmaciji od 1988. do 1993. objavljivao je ilustracije na temu političkog života. Bio je autor mnogih urbanih grafika na pročeljima zgrada u Splitu.
Godine 1991. u klasi Joška Marušića završio je tečaj animacije. Radio je kao animator kratkih reklamnih filmova, a na Svjetskom festivalu animiranog filma u Zagrebu 1994. ušao je u konkurenciju za nagradu za film Glava za kapu. Film je sljedeće godine predstavljao Hrvatsku na Međunarodnom dječjem festivalu animiranog filma u Chicagu. Autor je, scenarist i glavni crtač Nogala, animirane serije čijih je 34 nastavka snimljeno u produkciji Hrvatske radiotelevizije.